# Анаево
Анаево — село в Зубово-Полянском районе Мордовии Российской Федерации. Административный центр Анаевского сельского поселения.

## Этимология
Название дано в честь мордвина по имени Анай, первопоселенца. По другой версии, название могло возникнуть от мордовского слова анай «неимеющий», «бедняк», «просящий».

## География
Расположено на левом берегу Вад, в 29 км от районного центра и 12 км от железнодорожной станции Вад.

## История
Возникло во 2-й половине 16 в. В 1789 году в селе была построена Покровская церковь, кроме того, в нём были училище, мельница, дегтярня, 3 трактира, 4 лавки. Еженедельно работал базар, раз в год, весной, проходила ярмарка. Относилось к казённому ведомству. В «Списке населённых мест Тамбовской губернии» 1866 года Анаево — казённое село в 158 дворов, в 1882 году — в 198 двора (1435 жителей). По сведениям 1882 г., в Анаеве было 198 дворов (1 435 чел.); Покровская церковь (1789), училище, мельница, дегтярня, 3 трактира, 4 лавки; развивалось бондарное производство; весной проводилась ярмарка, каждую неделю работал базар. На базе колхоза «Прогресс» (1930) в селе создан мясо-молочный СХПК «Анаевский» (1996).

## Население
| 2002 | 2010 |
| ---- | ---- |
| 509  | ↘367 |

## Известные уроженцы, жители
Здесь родился Герой Советского Союза Дмитрий Волков,  мордовский советский писатель Ларионов, Сергей Степанович (1908—1991).

## Инфраструктура
В современной инфраструктуре Анаева — средняя школа (до 2018), Дом культуры, участковая больница (до 2010), магазины, пекарня (в данное время в разрушенном состоянии), отделение связи, библиотека; сохранилась церковь, создан Дом-музей композитора Л. П. Кирюкова (1971). Близ села открыто месторождение минеральных красок.

## Транспорт
Остановка общественного транспорта «Анаево» находится в центре села. 

## Источник
- Энциклопедия Мордовия, С. Г. Девяткин.
- Прохоров А. А., Петелин Г. Н. Зубова Поляна. — Саранск, 1998.